# BC Duinwijck
BC Duinwijck ist niederländischer Badmintonverein aus Haarlem. Der Klub spielt in der Eredivisie, der höchsten Liga in den Niederlanden.

## Geschichte
Der Verein wurde am 1. Oktober 1948 als Winteralternative zur Tennisvereniging Bloemendaal gegründet. Bekannte damalige Spieler waren Leen Verhoef, Jan Bolleman, Arie in't Hout oder Rudi Houwen. Am 11. November 1952 bestritt der BC Duinwijck den ersten Badmintonwettkampf des Nederlandse Badminton Bond gegen den BC Smash Den Haag. Das Team bestand aus The Djien Gie, Ine van Gessel, Els Robbé, Piet Titiheru und Leen Verhoef. 2011 gelang dem Verein der größte Erfolg mit dem Sieg im Europacup.

## Erfolge
- Landesmeister 1964–1983, 1985–1987, 2009
- Sieger im NBB Cup 1991/92, 1992/93, 1993/94, 1996, 2009 (Carlton GT Cup)

## Bekannte Spieler
| - Ivor van Barneveld - Norbert van Barneveld - Marcel van Beek - Joke van Beusekom - Mical de Boer - Sylvana de Boer - Ruud Bosch - Chris Bruil - Erica van Dijk - Jeroen van Dijk - Elvira van Elven - The Djien Gie - Agnes Geene - Ine van Gessel - Carolien Glebbeek - Monique Hoogland - Lonneke Janssen - Paula Kloet - Joost Kool - Betty Krab - Eva Krab - Herman Leidelmeijer - Dennis Lens | - Marjan Luesken - Bob Loo - George Mallant - Alex Meijer - Judith Meulendijks - Nils Nijland - Eric Pang - Pierre Pelupessy - Martin ter Plegt - Boudewijn Ridder - Koen Ridder - Marjan Ridder - Rob Ridder - Imre Rietveld Nielsen - Jos Rijmers - Els Robbé - Hendrik Jan Rozemeijer - Piet Titiheru - Leen Verhoef - Guus van der Vlugt - Ilse Vooren - Karina de Wit |